# Haldir
Haldir je izmišljen lik iz Tolkienove mitologije, serije knjig o Srednjem svetu britanskega pisatelja J. R. R. Tolkiena.
Je gozdni vilin, sin Harmila iz Brethila, ki živi Lothlórienu, kjer brani severne meje gozda. Bratovščino prstana je spremljal del poti do Caras Galadhona.